# نشان هالیوود
نشان هالیوود (یا Hollywoodland Sign) یک نشان شهری و نماد فرهنگی ایالات متحده آمریکا در لس آنجلس، کالیفرنیا است. این نشان در مانت لی در منطقه تپه‌های هالیوود از کوه‌های سانتا مونیکا واقع شده است.
نشانِ هالیوود(HOLLYWOOD) در حدودِ ۱۴ متر بلندی و ۱۱۰ متر پهنا دارد. این نشان به رنگِ سفید است و با حروفِ لاتین نوشته شده است.

## تاریخچه
این نشان در سال ۱۹۲۳ برای یک شرکتِ املاکِ محلی بنامِ هالیوودلَند طراحی شد و قرار بود برای ۱۸ ماه برپا باشد. هر حرفِ این نشان ۹٫۱ متر پهنا و ۱۵ متر بلندی داشت و کلِ نشان با ۴۰۰۰ لامپ در شب روشن می‌شد و می‌درخشید. در زیرِ آن نیز یک نورِ گردان بود تا توجه‌ها را به خود جلب سازد. کلِ هزینهٔ سایت نیز ۲۱هزار دلار (معادل با حدودِ ۳۰۰ هزار دلار در سالِ ۲۰۱۴) بود.
برپاییِ این نشان برای یک سال و نیم در نظر گرفته شده بود اما پس از ظهور سینمای آمریکا در لس آنجلس در دوران طلایی هالیوود، نشانه به یک نماد شناخته شدهٔ بین‌المللی تبدیل شد و در جای خود باقی ماند.

## نشان‌های مشابه
- Mosgiel, نیوزیلند.
- براشوف، رومانی.
- سنت جان، نیوبرانسویک، کانادا.
- موتانی، صربستان.[۵]
- هروانتا، فنلاند.
- هامارستراند، سوئد.
- آنتاناناریوو، ماداگاسکار.
- کیلانگ، تایوان.